# سلاح‌ها و تاکتیک‌های ویژه

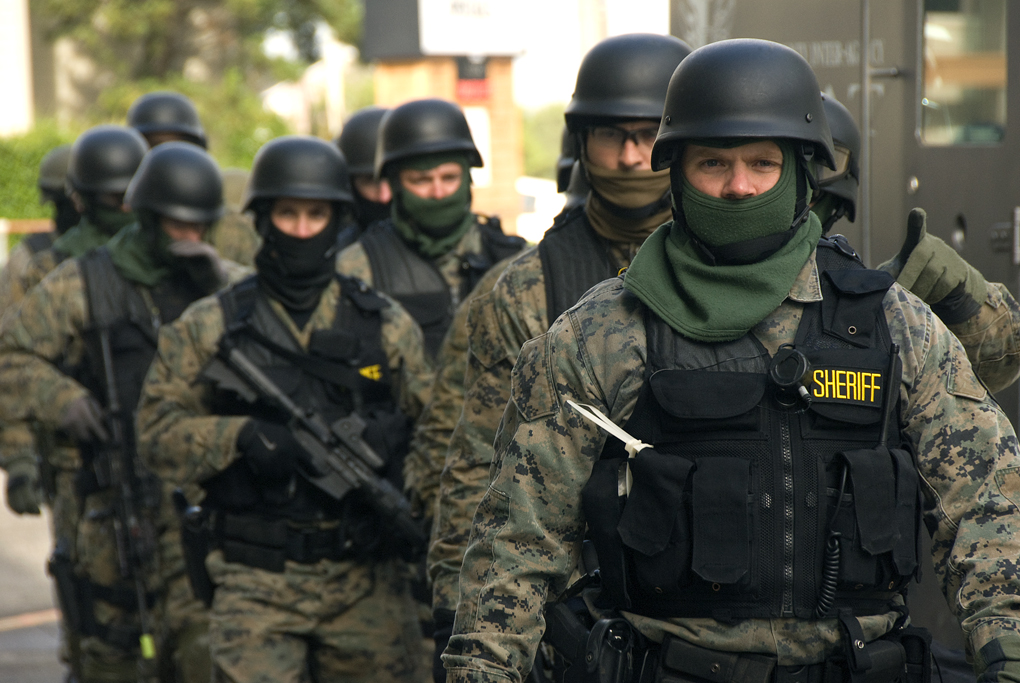
اعضای تیم سوات ماریون کانتی ایالات متحده آمریکا، در حال تمرین آموزشی.

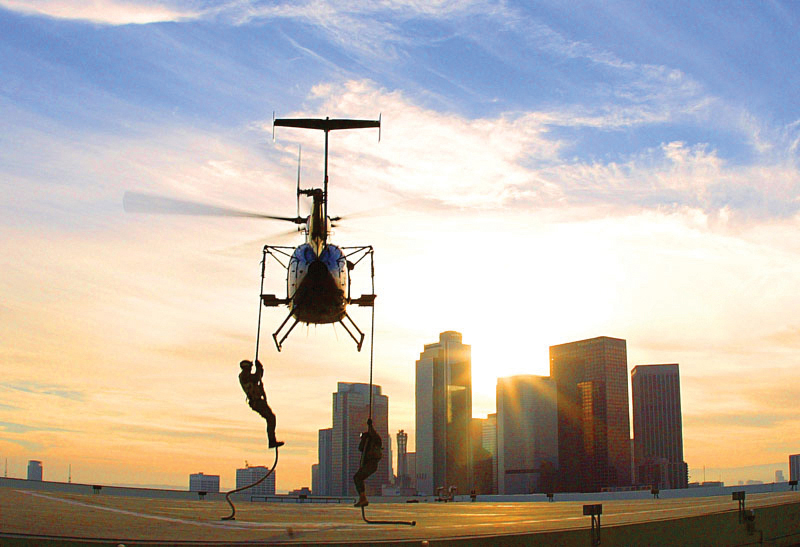
ماموران اف‌بی‌آی آمریکا در حال آموزش نجات گروگان‌ها و آموزش نصب سریع طناب بر هلیکوپتر.

سوات (به انگلیسی: SWAT)، سرواژه‌ای برای «Special Weapons And Tactics» که به معنای «سلاح‌ها و تاکتیک‌های ویژه» است، می‌باشد.
وظایف آن‌ها شامل: مقابله با مجرمان به شدت مسلح، انجام عملیات نجات گروگان و مقابله با تروریسم، بازداشت‌های با خطر بالا و ورود به ساختمان‌های زرهی یا سنگر شده است. این واحدها معمولاً با سلاح‌های گرم تخصصی از جمله مسلسل دستی، سلاح تهاجمی، تفنگ ساچمه‌زنی نفوذکننده، تفنگ تک‌تیراندازی، مأموران کنترل شورش و نارنجک‌های بی‌حس‌کننده تجهیز شده‌اند. آن‌ها دارای تجهیزات ویژه‌ای هستند که شامل جلیقه‌های ضد گلوله اعضای بدن، سپر بالستیک، ابزار ورود، وسایل نقلیه زره پوش، لنزهای دید در شب پیشرفته و آشکارسازهای حرکت برای مشخص کردن مواضع پنهانی گروگان‌ها یا گروگان‌گیران داخل سازه‌های محصور می‌شود.

## وظایف سوات
وظایف سوات ممکن است شامل موارد زیر باشد:
- نجات گروگان
- پلیس ضد شورش
- حفاظت از شخص خیلی مهم (وی.آی. پی)
- حل موقعیت‌های پر خطر
- ارائه کمک در احکام بازداشت و جست‌جو
- ارائه امنیت بیشتر در برنامه‌های ویژه

## تجهیزات سوات
تیم‌های سوات از تجهیزاتی که برای موقعیت‌های مختلف تخصصی شامل درگیری نزدیک (CQC) در یک محیط شهری طراحی شده است، استفاده می‌کنند. اگرچه تجهیزات مخصوص از یک واحد به واحد دیگر متفاوت است، اما روند مداومی در آنچه آن‌ها می‌پوشند مشاهده می‌شود.

### 

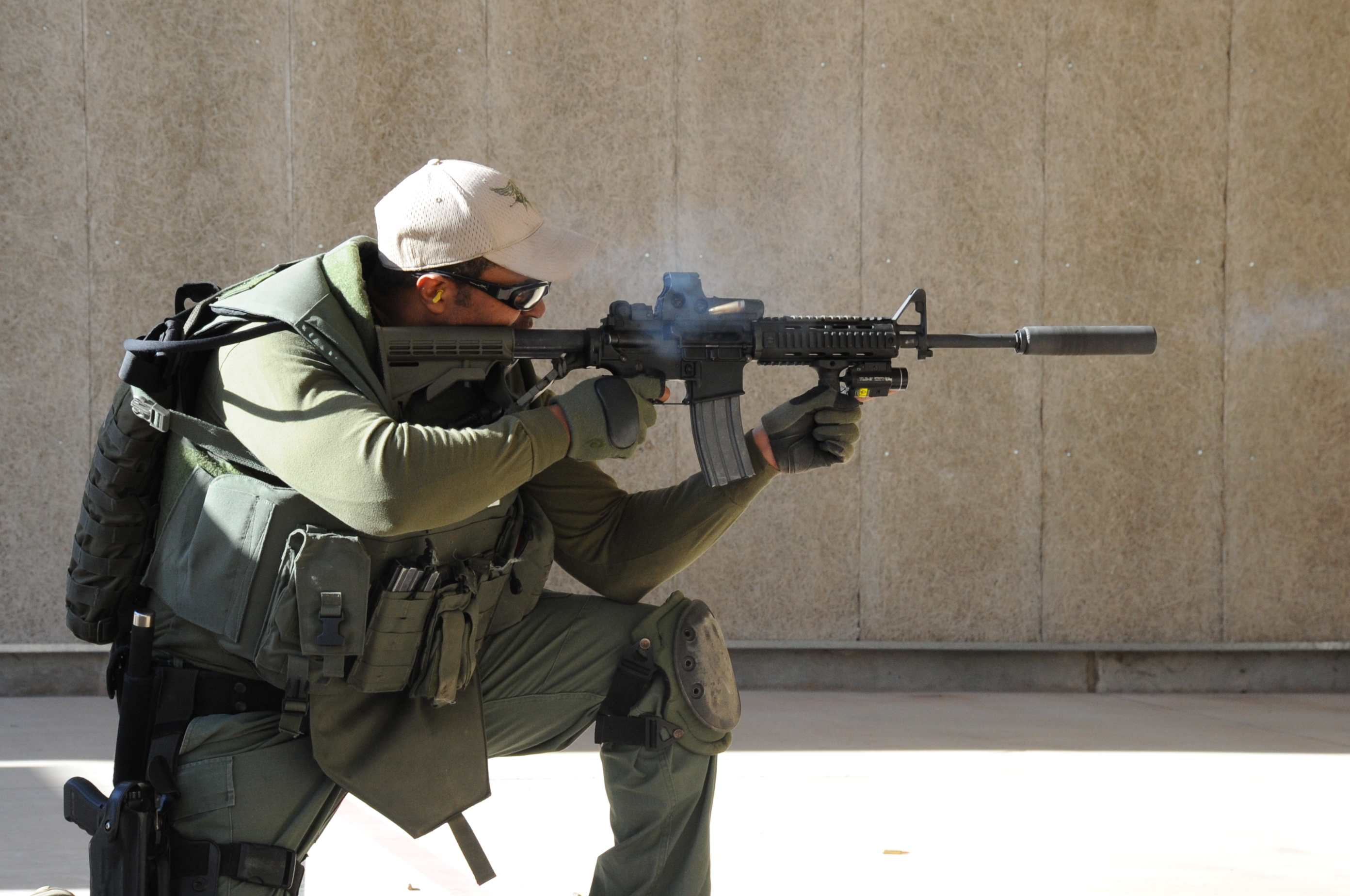
یک افسر سوات در حال تمرین نشانه‌گیری و تیراندازی

گذشته از یونیفورم‌های استاندارد هر واحد که از سازمان‌های اجرای قانون خود تبعیت می‌کند، اعضای سوات معمولاً لباسی شبیه به لباس ابزار دارند که تفاوت اصلی آن با لباس ابزار در رنگ آن پدیدار می‌گردد.

### سلاح‌ها

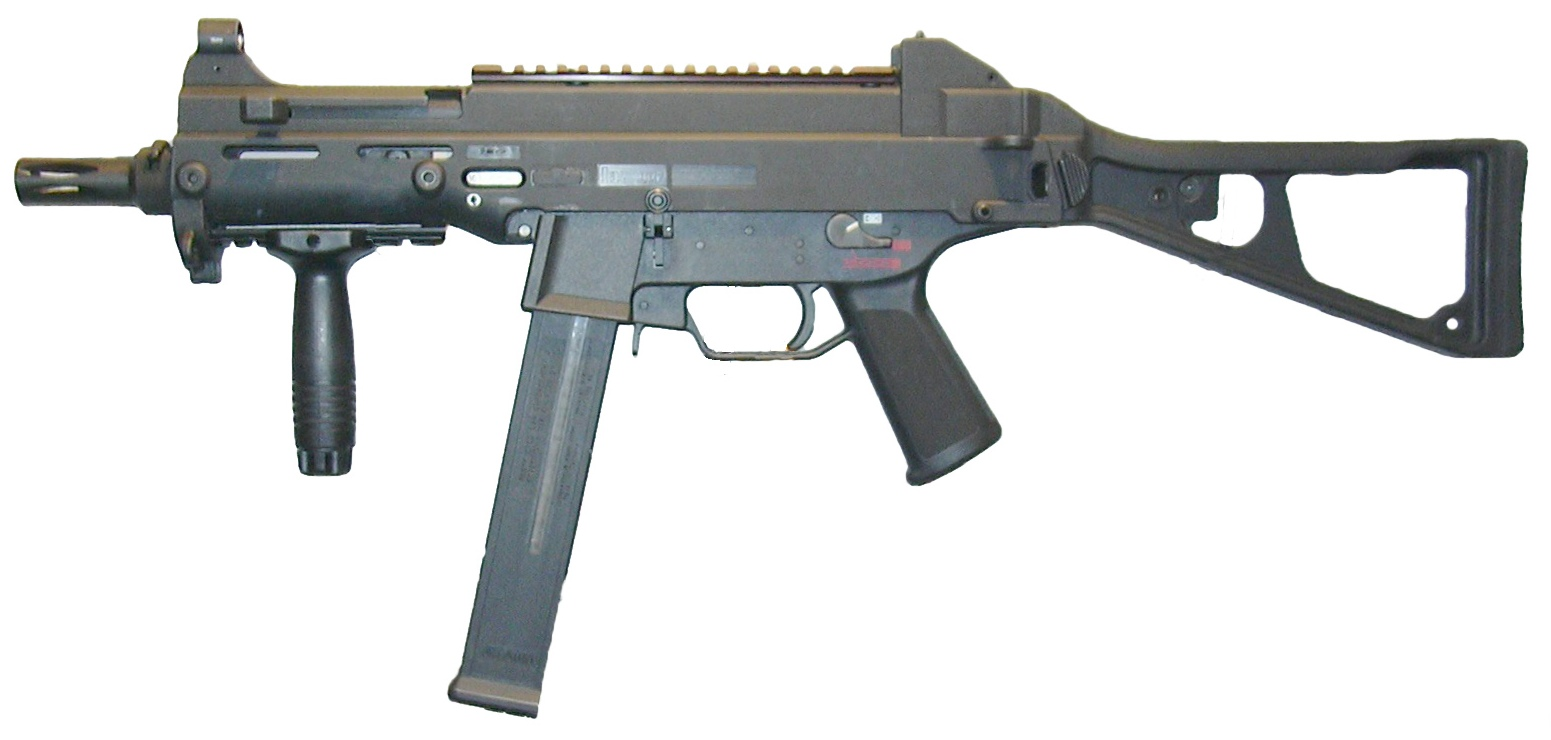
یک مسلسل دستی اوام‌په

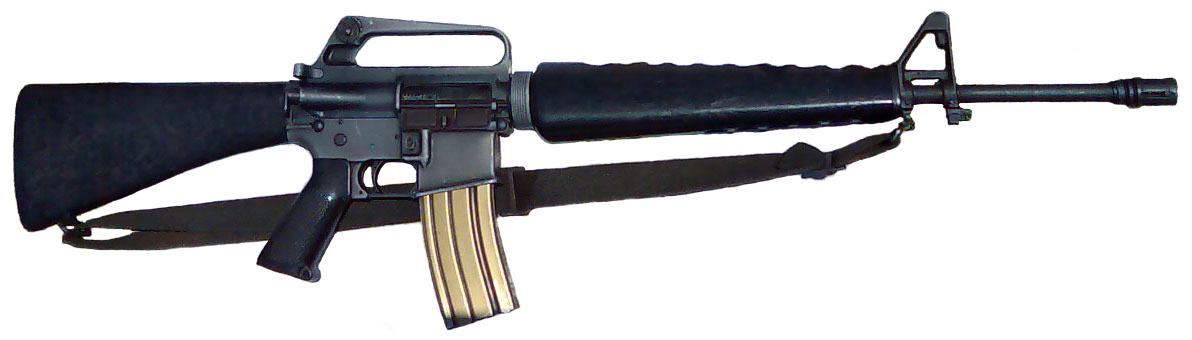
ام۱۶ با مخزن خشاب ۳۰ عددی

در حالی که طیف گسترده‌ای از سلاح‌ها توسط تیم‌های سوات مورد استفاده قرار می‌گیرد، رایج‌ترین سلاح‌های مورد استفاده آن‌ها شامل مسلسل دستی، سلاح تهاجمی، تفنگ ساچمه‌زنی و تفنگ تک‌تیراندازی می‌باشد.
کمک‌های تاکتیکی شامل واحد کی۹ (K9) و همچنین نارنجک‌های محدودکننده دید، گیج‌کننده و اشک‌آور است.
مشهورترین اسلحه کمری آن‌ها، تپانچه‌های نیمه اتوماتیک است. برای مثال می‌تواند شامل موارد زیر باشد ولی به این موارد محدود نمی‌شود:
مجموعه کلت ام۱۹۱۱، مجموعه اس.آی. جی ساور به خصوص اس.آی. جی پی۲۲۶ و اس.آی. جی۲۲۹، مجموعه برتا ۹۲، گلاک، مجموعه هکلر و کخ یو.اس. پی و فایوسون ۵٫۷x۲۸میلی‌متر.
مسلسل‌های دستی مورد استفاده سوات شامل ام‌پی۵ ۹میلی‌متر و ۱۰میلی‌متر، یوزی، اوام‌په، و اف‌ان پی۹۰ است.
تفنگ‌های ساچمه زنی متداول مورد استفاده سوات شامل بنلی ام۱ سوپر ۹۰، بنلی ام۴، بنلی ام۱۰۱۴، رمینگتون ۸۷۰، رمینگتون ۱۱۰۰، ماسبرگ ۵۰۰ و ۵۹۰ می‌باشد.

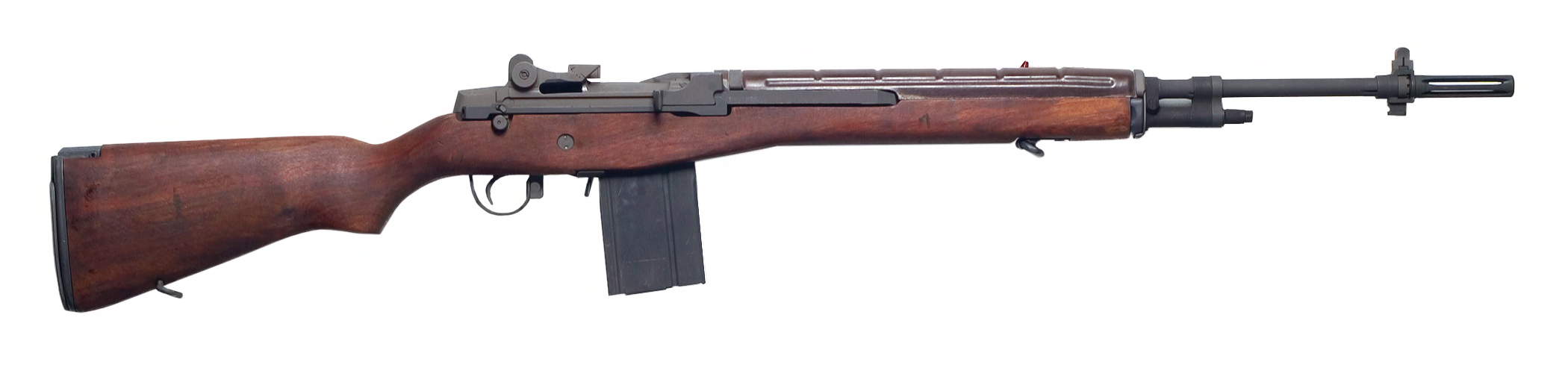
اسلحه ام۱۴ بدون دوربین نشانه‌گیر

تفنگ‌های لوله کوتاه سبک (کارابین) شامل کلت کماندو، ام۴ کارابین، هکلر و کخ ژ۳۶، و هکلر و کخ۴۱۶ می‌باشد. هنگامی که تیم سوات مجبور باشد ضریب نفوذ و دقت خود را در مسافت‌های طولانی‌تر افزایش بدهد، استفاده از اندازه کوچکتر این سلاح‌ها ضروری است که برای موقعیت‌های درگیری نزدیک (CQC) در یک محیط شهری به کار می‌رود. هنگامی که اسلحه‌ای با برد بالاتر مورد نیاز باشد، دیده شده است که نیروهای سوات یا مارکسمن از ام۱۶ استفاده می‌کنند.

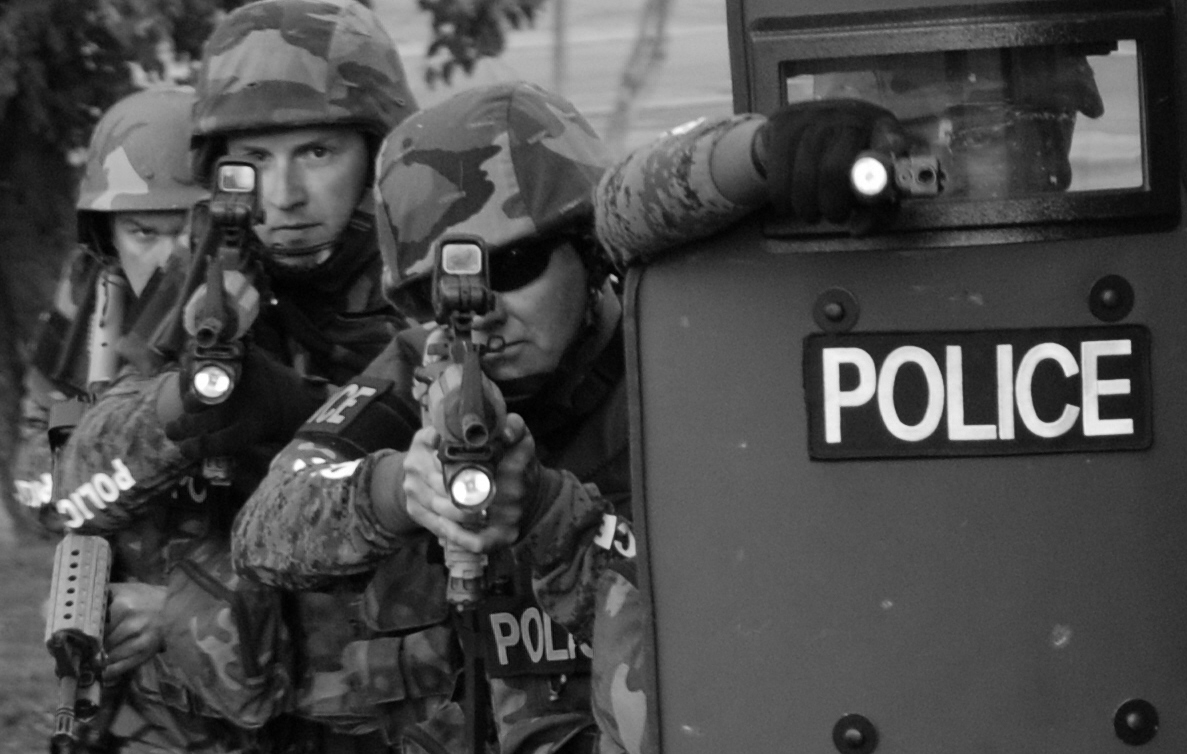
یک نمونه سپر بالستیک

همچنین تفنگ‌های تک تیراندازی مورد استفاده سوات معمولاً ام۱۴ و رمینگتون مدل ۷۰۰ است. انواع مختلفی از تفنگ‌های تک‌تیراندازی مورد استفاده سوات قرار می‌گیرند که شامل استفاده محدود از کالیبر ۵۰. می‌باشد که در موقعیت‌های خیلی خاص از آن استفاده می‌کنند.
برای شکستن سریع قفل و لولا و حتی خود در از دژکوب، تفنگ ساچمه زنی نفوذکننده و مواد منفجره استفاده می‌شود. تیم‌های سوات از سلاح‌های غیرکشنده بسیاری نیز استفادی می‌کنند که شامل شوکر، اسپری فلفل، تفنگ ساچمه زنی با ساچمه‌های غیر کشنده، اسلحه فلفل -که همانند اسلحه پینتبال می‌باشد و فقط به جای گلوله رنگی، در آن از گلوله حاوی ماده سوزش‌زا فلفل استفاده شده است-، نارنجک لاستیکی، نارنجک محدودکننده دید و گاز اشک‌آور می‌شود. سپر بالستیک برای پوشش دادن افراد تیم در موقعیت‌های نزدیک استفاده می‌شود.

## سوات در ایران
- تکاوران ویژه دریایی ارتش (S.B.S) در خدمت نیروی دریایی ارتش (این یگان مأموریت رهایی گروگان و کنترل شورش را بعهده نمی‌گیرد)
- نوهد در خدمت نیروی زمینی ارتش
- نوپو در خدمت یگان ویژه نیروی انتظامی